# Viborgs sten, Esbo
Viborgs sten (finska: Viipurinkivi) är en klippa i Finland.   Den ligger i kommunen Esbo i den ekonomiska regionen  Helsingfors  och landskapet Nyland, i den södra delen av landet, 13 km sydväst om huvudstaden Helsingfors.
Terrängen runt Viborgs sten är mycket platt.  Närmaste större samhälle är Helsingfors, 13,2 km nordost om Viborgs sten. 